# Wellow (Hampshire)
Wellow è un villaggio e parrocchia civile dell'Inghilterra, appartenente alla contea dell'Hampshire.